# Копалис Бич (Вашингтон)
Копалис Бич (енгл. Copalis Beach) насељено је место без административног статуса у америчкој савезној држави Вашингтон.

## Демографија
По попису из 2010. године број становника је 415, што је 74 (-15,1%) становника мање него 2000. године.
| Група             | 2000.       | 2010.       |
| Белци             | 441 (90,2%) | 361 (87,0%) |
| Афроамериканци    | 1 (0,2%)    | 3 (0,7%)    |
| Азијати           | 7 (1,4%)    | 3 (0,7%)    |
| Хиспаноамериканци | 7 (1,4%)    | 9 (2,2%)    |
| Укупно            | 489         | 415         |